# Totoró (kommun)
Totoró är en kommun i Colombia.   Den ligger i departementet Cauca, i den västra delen av landet, 300 km sydväst om huvudstaden Bogotá. Antalet invånare är 17 430. Arean är 422 kvadratkilometer.
Terrängen i Totoró är kuperad österut, men västerut är den bergig.